# ドイツ通信社
ドイツ通信社（独: Deutsche Presse-Agentur GmbH、DPA）は、1949年8月18日にハンブルクで設立されたドイツ最大の通信社。現在はベルリンを本拠とし、世界80カ国、12のドイツ地域に拠点を置いており、ドイツ語、英語、スペイン語、アラビア語で配信されている。

## 歴史
dpa は、ナチス・ドイツの国策情報局であるドイツ情報局（DNB）解体後に西側占領地域に設けられた通信社DENA、Deutscher Pressedienst及びSüdenaが1949年8月18日に合併、ニーダーザクセン州のゴスラー市で設立された。初配信は1949年9月1日。1951年には有限会社となった。初代総編集長（1951-1955）兼代表取締役（1951-1959）はフリッツ・ゼンガー（Fritz Sänger）。
1966年には55か国で特派員が活動。1980年にdpa欧州局が24時間放送を開始。
1986年にdpaは完全子会社であるグローバルメディアサービス有限会社（Global Media Service GmbH：gms）を設立。1988年には競合会社のGlobus Kartendienst GmbHを買収、現在はdpa-infografikとして地図や図表、チャートなどを作成し、編集局だけでなく学校や企業などにも提供している 。
2010年にdpaは、通称ベルリンの新聞街に新たな総編集局を開局し、これまでハンブルク（原稿、インターネット、グラフィック）フランクフルト（画像）、ベルリン（原稿、画像、音声及び映像）で行っていた報道業務を初めて一つの社屋で行うことになった。本社機能や管理・営業部門はハンブルクに残されている。